# Draft WNBA 2008
Il Draft WNBA 2008 fu il dodicesimo draft tenuto dalla WNBA. Il 6 febbraio 2008 si svolse un expansion draft a favore delle Atlanta Dream, appena entrate nella lega, mentre il 9 aprile 2008 si svolse il draft vero e proprio.

## Expansion draft
| Scelta | Giocatrice         | Nazionalità | Nuova squadra | Vecchia squadra          |
| ------ | ------------------ | ----------- | ------------- | ------------------------ |
| 1      | Carla Thomas       | Stati Uniti | Atlanta Dream | Chicago Sky              |
| 2      | Érika de Souza     | Brasile     | Atlanta Dream | Connecticut Sun          |
| 3      | Katie Feenstra     | Stati Uniti | Atlanta Dream | Detroit Shock            |
| 4      | Roneeka Hodges     | Stati Uniti | Atlanta Dream | Houston Comets           |
| 5      | Ann Strother       | Stati Uniti | Atlanta Dream | Indiana Fever            |
| 6      | LaToya Thomas      | Stati Uniti | Atlanta Dream | Los Angeles Sparks       |
| 7      | Kristen Mann       | Stati Uniti | Atlanta Dream | Minnesota Lynx           |
| 8      | Ann Wauters        | Belgio      | Atlanta Dream | New York Liberty         |
| 9      | Jennifer Lacy      | Stati Uniti | Atlanta Dream | Phoenix Mercury          |
| 10     | Kristin Haynie     | Stati Uniti | Atlanta Dream | Sacramento Monarchs      |
| 11     | Chantelle Anderson | Stati Uniti | Atlanta Dream | San Antonio Silver Stars |
| 12     | Betty Lennox       | Stati Uniti | Atlanta Dream | Seattle Storm            |
| 13     | Alena Leŭčanka     | Bielorussia | Atlanta Dream | Washington Mystics       |

## College draft
|  | Giocatrici selezionate per l'all-star game WNBA |

### Primo giro
| Scelta | Giocatrice        | Nazionalità | Squadra WNBA                           | College/Squadra di club |
| ------ | ----------------- | ----------- | -------------------------------------- | ----------------------- |
| 1      | Candace Parker    | Stati Uniti | Los Angeles Sparks                     | Tenn. L. Volunteers     |
| 2      | Sylvia Fowles     | Stati Uniti | Chicago Sky                            | LSU Lady Tigers         |
| 3      | Candice Wiggins   | Stati Uniti | Minnesota Lynx                         | Stanford Cardinal       |
| 4      | Alexis Hornbuckle | Stati Uniti | Detroit Shock (da Atlanta via Seattle) | Tenn. L. Volunteers     |
| 5      | Matee Ajavon      | Stati Uniti | Houston Comets                         | Rutgers S. Knights      |
| 6      | Crystal Langhorne | Stati Uniti | Washington Mystics                     | Maryland Terrapins      |
| 7      | Essence Carson    | Stati Uniti | New York Liberty                       | Rutgers S. Knights      |
| 8      | Tamera Young      | Stati Uniti | Atlanta Dream (da Seattle)             | JMU Dukes               |
| 9      | Amber Holt        | Stati Uniti | Connecticut Sun                        | M.T. Blue Raiders       |
| 10     | Laura Harper      | Stati Uniti | Sacramento Monarchs                    | Maryland Terrapins      |
| 11     | Tasha Humphrey    | Stati Uniti | Detroit Shock (da San Antonio)         | Georgia L. Bulld.       |
| 12     | Ketia Swanier     | Stati Uniti | Connecticut Sun (da Indiana)           | UConn Huskies           |
| 13     | LaToya Pringle    | Stati Uniti | Phoenix Mercury                        | N. Carol. Tar Heels     |
| 14     | Erlana Larkins    | Stati Uniti | New York Liberty (da Detroit)          | N. Carol. Tar Heels     |

### Secondo giro
| Scelta | Giocatrice           | Nazionalità | Squadra WNBA                           | College/Squadra di club |
| ------ | -------------------- | ----------- | -------------------------------------- | ----------------------- |
| 15     | Shannon Bobbitt      | Stati Uniti | Los Angeles Sparks                     | Tenn. L. Volunteers     |
| 16     | Nicky Anosike        | Stati Uniti | Minnesota Lynx                         | Tenn. L. Volunteers     |
| 17     | Erica White          | Stati Uniti | Houston Comets                         | LSU Lady Tigers         |
| 18     | Olayinka Sanni       | Nigeria     | Detroit Shock (da Atlanta)             | WV Mountaineers         |
| 19     | Quianna Chaney       | Stati Uniti | Chicago Sky                            | LSU Lady Tigers         |
| 20     | Lindsey Pluimer      | Stati Uniti | Washington Mystics                     | UCLA Bruins             |
| 21     | Chioma Nnamaka       | Svezia      | San Antonio Silver Stars (da New York) | Georgia T. Yel. Jack.   |
| 22     | Allie Quigley        | Stati Uniti | Seattle Storm                          | DePaul B. Demons        |
| 23     | Jolene Anderson      | Stati Uniti | Connecticut Sun                        | Wisconsin Badgers       |
| 24     | Morenike Atunrase    | Stati Uniti | Atlanta Dream (da Indiana)             | Texas A&M Aggies        |
| 25     | Leilani Mitchell     | Stati Uniti | Phoenix Mercury (da San Antonio)       | Utah Utes               |
| 26     | Khadijah Whittington | Stati Uniti | Indiana Fever                          | NCSU Wolfpack           |
| 27     | Wanisha Smith        | Stati Uniti | New York Liberty (da Phoenix)          | Duke Blue Devils        |
| 28     | Natasha Lacy         | Stati Uniti | Detroit Shock                          | UTEP Lady Miners        |

### Terzo giro
| Scelta | Giocatrice          | Nazionalità | Squadra WNBA                     | College/Squadra di club |
| ------ | ------------------- | ----------- | -------------------------------- | ----------------------- |
| 29     | Sharnee' Zoll       | Stati Uniti | Los Angeles Sparks               | Virginia Cavaliers      |
| 30     | Charde Houston      | Stati Uniti | Minnesota Lynx                   | UConn Huskies           |
| 31     | Crystal Kelly       | Stati Uniti | Houston Comets                   | WKU Lady Toppers        |
| 32     | Danielle Hood       | Stati Uniti | Atlanta Dream                    | Hartford Hawks          |
| 33     | Angela Tisdale      | Stati Uniti | Chicago Sky                      | Baylor Bears            |
| 34     | Krystal Vaughn      | Stati Uniti | Washington Mystics               | VCU Rams                |
| 35     | Alberta Auguste     | Stati Uniti | New York Liberty                 | Tenn. Volunteers        |
| 36     | Kimberly Beck       | Stati Uniti | Seattle Storm                    | GW Revolutionaries      |
| 37     | Lauren Ervin        | Stati Uniti | Connecticut Sun                  | Ark. Razorbacks         |
| 38     | A'Quonesia Franklin | Stati Uniti | Sacramento Monarchs              | Texas A&M Aggies        |
| 39     | Alex Anderson       | Stati Uniti | San Antonio Silver Stars         | UTC Lady Mocs           |
| 40     | Izabela Piekarska   | Polonia     | Sacramento Monarchs (da Indiana) | UTEP Lady Miners        |
| 41     | Marscilla Packer    | Stati Uniti | Phoenix Mercury                  | Ohio St. Buckeyes       |
| 42     | Valeryja Berežynska | Ucraina     | Detroit Shock                    | Rice Owls               |
| 43     | Charel Allen        | Stati Uniti | Sacramento Monarchs              | N. Dame F. Irish        |